# Pavonia friisii
Pavonia friisii är en malvaväxtart som beskrevs av M. Thulin och K. Vollesen. Pavonia friisii ingår i släktet påfågelsmalvor, och familjen malvaväxter. Inga underarter finns listade i Catalogue of Life.